# 賽車手
赛车手是從事賽車這項運動之人的通稱，可分為業餘賽車手和職業賽車手。職業賽車手有固定的車隊薪水及團體贊助，且每年有固定的賽程；而業餘賽車手則是以個人的興趣來參賽，通常沒有固定賽程及團體贊助，需要自行籌措資金參賽。

## 基本身心條件
從事賽車手的人需具備有強健的生理與心理層面、與一定程度的知識
- 生理部分：良好的基礎體能、協調性、良好的速度感等...（其餘尚有許多條件，依不同賽車類型有所差異，例如能耐高G的體魄。）
- 心理部分：良好的抗壓力、爭鬥心、心理也必須十分健全。

除體能要求外，還需要了解車輛的機械知識與其延伸出來的學問。因為賽車這項運動的危險性相當的高，因此往往需要整個維修補給團隊的配合才能將風險降至最低，進而提高成績；而且賽車手必需對車輛有相當理解、並在駕駛時判斷車輛的狀況，將資訊告知維修團隊。因此賽車手在數學及工程學上都有一定的知識。
賽車也常常作為創作的題材，但表現上主要以賽車手為主。例如電影《一級雙雄》、《終極殺陣》、動畫《頭文字D》、《閃電霹靂車》、《超時空甩尾》等。

## 賽車手的體能需求
當車手駕駛賽車時，由於急劇的加減速和轉向動作，車手需要承受龐大的離心力，會讓體內血液流向單邊，對體能稍遜的人而言，甚至連舉起雙手去抓住方向盤也有困難。賽車起跑時車手心跳會高達每分鐘190次，比賽過程中的心跳也都在160次左右。以F1為例，車手需要在一個半小時的賽程裡，承受平均不低於2G（即車手本身體重的兩倍）的橫向重力，最高更會達到5G（正常人以橫向承受3G以上的重力有很大機會休克）。另外，由於需要配戴頭盔，車手的頸部肌肉需要承受頭部連頭盔重量的2倍以上重力（F1賽車手頸部承受四倍到五倍重力）。而耐力賽則考驗車手的長時間集中力，穿著厚厚的防火衣，在攝氏四十多度的車箱內駕駛不小於1.5小時，會使身體水份大量流失，因此在耐力賽賽車和高級別的方程式賽車上，都會裝有飲用水箱，喉管接駁到頭盔預早設置的開口上，車手只需按下方向盤上的按扭就可飲水。另外，根據資料顯示，經過一場F1賽事後，車手平均會流失2-3公升的水份，甚至曾經有車手報稱脫水5公升以上。所以賽車其實是一項體能要求十分高的極限運動，賽車手必須持續不斷的訓練體能。